# Camille Imbault-Huart
Camille Imbault-Huart (Paris, 3 juin 1857 - Hong Kong, 29 novembre 1897) est un diplomate, linguiste et orientaliste français. 

## Biographie
Après l'École des langues orientales où il est élève en 1876-1877, il entre au ministère des Affaires étrangères (1878) et est envoyé à Shanghai et à Pékin comme élève-interprète. 
Chargé par le ministère des Affaires étrangères de réunir une documentation précise sur l'île de Formose pendant l'intervention de l'escadre de l'amiral Courbet, il ne publiera son travail que dix ans plus tard. Cette compilation reste « l'ouvrage français le plus complet sur le sujet ». 
En 1884, il est nommé vice-consul à Hankéou puis, en 1887, à Pékin et devient en 1889, consul de France à Canton. Après un voyage en Corée, il publie en 1889 un Manuel de langue coréenne parlée à l'usage des Français. 

## Œuvres
- Recueil de documents sur l'Asie centrale, direction d'ouvrage, 1881
- Fragments d'un voyage à l'intérieur de la Chine, 1883
- Les français à Changhaï en 1853-1855, épisodes du siège de Changhaï par les impériaux, 1884
- Cours éclectique, graduel et pratique de langue chinoise parlée, 4 vol, 1887-1889
- Histoire de la conquête de Formose par les Chinois en 1683, 1890
- L'Ile de Formose. Histoire et description, introduction de Henri Cordier, 1893
- Le Culte des morts dans le Céleste Empire et l'Annam, comparé au culte des ancêtres dans l'antiquité occidentale de Albert Bouinais, préface, 1893
- Les Sauvages de Formose, 1898

Traductions
- Les Instructions familières du Dr Tchou Pô-lou, traité de morale pratique, publié pour la première fois avec deux traductions françaises, l'une juxta-linéaire, l'autre littérale, accompagné d'un commentaire littéraire et philologique, de notes "ad variorum" et d'un vocabulaire de tous les mots du texte, 1881
- Anecdotes, historiettes et bons mots en chinois parlé, 1882
- La poésie chinoise du XIVe au XIXe siècle, 1886